# Suras termer
Suras termer (latin Thermae Suranae; italienska Terme Surane) var en badanläggning på Aventinen i Rom, uppförd av senatorn och generalen Lucius Licinius Sura omkring år 109 e.Kr. Termerna uppfördes vid Suras bostad och utgjorde en mindre typ av badanläggning. Anläggningen restaurerades under Gordianus III (238–244) och återigen år 414 e.Kr. efter Alariks plundring av Rom.

### Webbkällor
- ”Terme Surane” (på italienska). IMPERIVM ROMANVM. Arkiverad från originalet den 5 mars 2020. https://archive.today/20200305212910/https://www.romanoimpero.com/2018/10/terme-surane.html. Läst 5 mars 2020.